# Gran Bahía Blanca

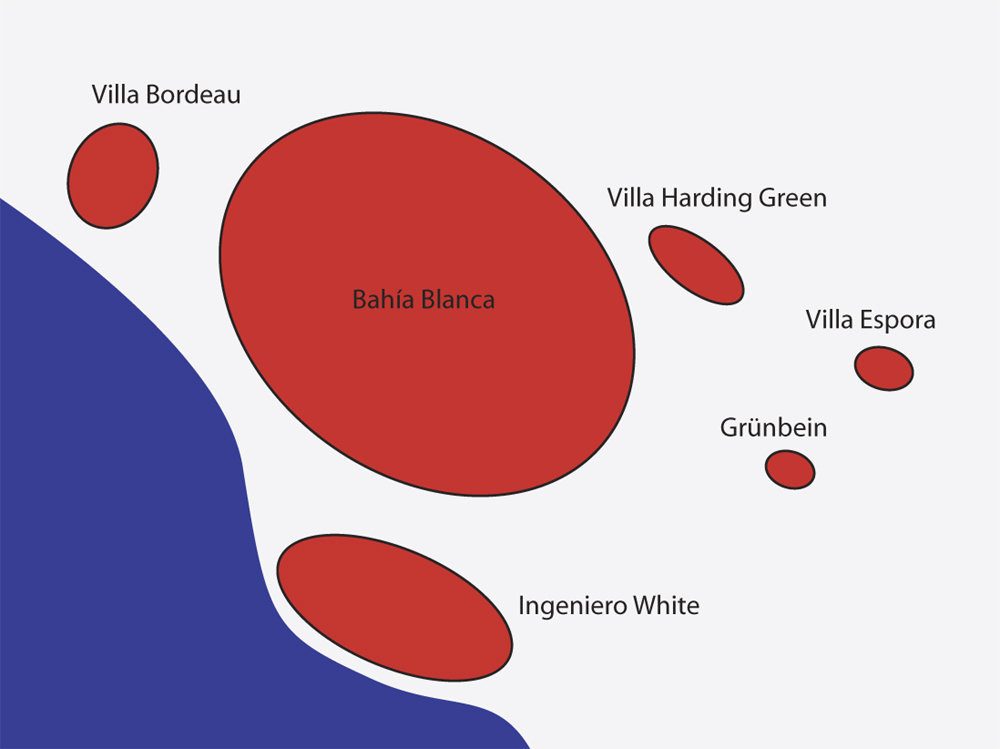
Gran Bahía Blanca

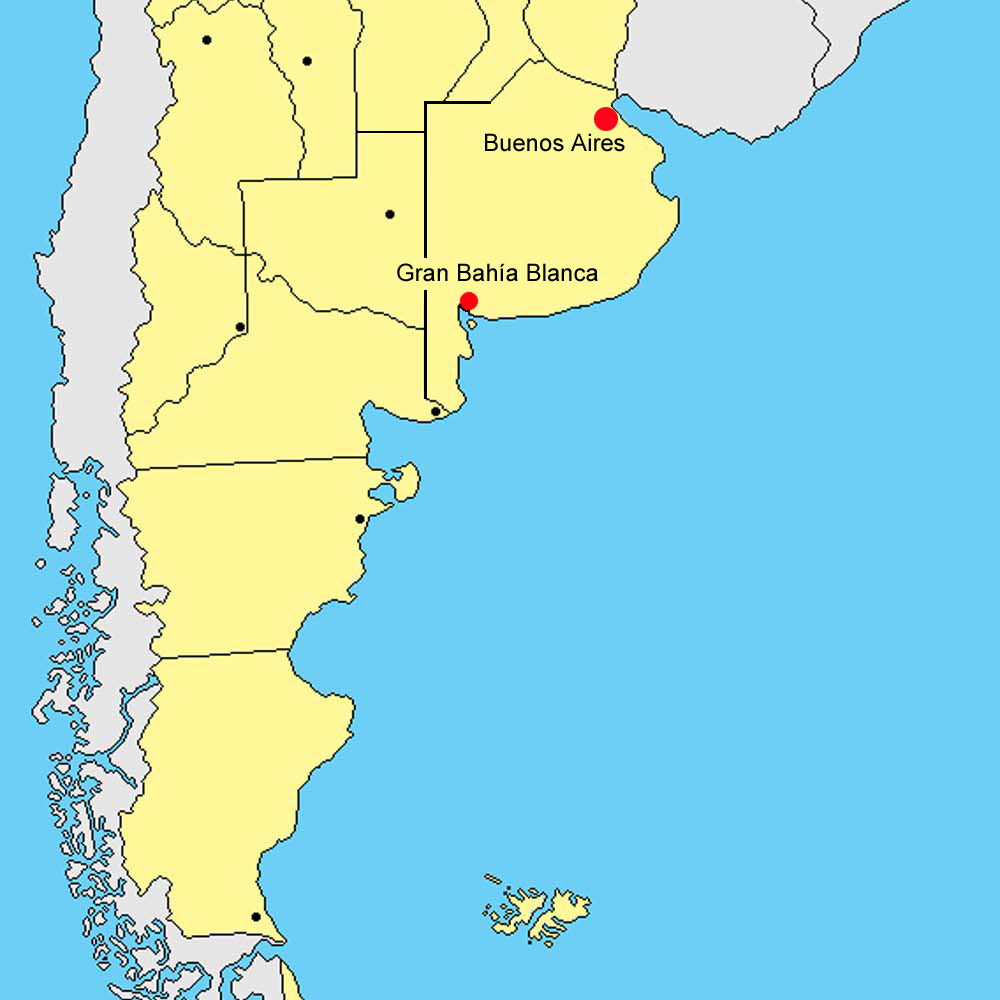
Gran Bahía Blanca liegt im Partido de Bahía Blanca

Unter Gran Bahía Blanca wird der Großraum Bahía Blanca in Argentinien unter Einschluss der Nachbarorte verstanden. Die Volkszählungen benutzten diese Benennung in einigen Bekanntmachungen einschließlich der Zählung von 1980. Gegenwärtig spricht man einfach von Bahía Blanca.
Folgende Orte gehören zum Großraum:
| Ort             | Bevölkerung 2001 | Bevölkerung 1991 |
| --------------- | ---------------- | ---------------- |
| Bahía Blanca    | 258.243          | 244.767          |
| Ingeniero White | 10.486           | 11.065           |
| Grünbein        | 3.194            | 2.440            |
| Villa Espora    | 1.604            | 1.242            |
| Villa Bordeau   | 982              | 582              |

Der Ort Punta Alta wird in einigen Statistiken Bahía Blanca an die Seite gestellt, ist aber nicht wirklich mit der Stadt verbunden.

## Hinweise und Einzelnachweise
1. ↑  Lage von Gran Bahía Blanca
2. ↑  Einschließlich Villa Harding Green und Villa Stella Maris
3. ↑  Einschließlich Flugplatz Comandante Espora
4. ↑  Lage von Punta Alta